# Johannes Weinrich
Pour les articles homonymes, voir Weinrich.
Johannes Weinrich est un terroriste allemand qui fut proche de la Stasi est-allemande. Il est considéré comme le bras droit du terroriste Carlos.

## Biographie
Né le 21 juillet 1947, il fonde en 1972 avec Wilfried Böse et Magdalena Kopp un groupe d'extrême gauche appelé Cellules révolutionnaires qui prend pour cible les intérêts américains en Allemagne et recueille dans le cadre du Secours rouge des fonds pour les réseaux palestiniens et pour le Nord Viêt Nam. Il était l'amoureux de Magdalena Kopp qui entretiendra ensuite une relation avec Carlos.
Venu au terrorisme au début des années 1970 par le biais des Cellules révolutionnaires (proches de la Fraction armée rouge), Weinrich aurait rencontré Carlos, en 1974, à Paris.

## Les attentats
En 1975, il monte un projet d'attentat pour le compte de Waddi Haddad contre les avions de la compagnie aérienne El Al à l'aéroport d'Orly en France. Ainsi, en 1975, il tire au bazooka sur des avions d'El Al, à partir des terrasses de l'aéroport d'Orly où, le dimanche, on vient en famille voir les avions décoller… Mais le raid (tirs à la roquette) échoue en partie, faisant néanmoins vingt-un blessés. Arrêté mais relâché quelques mois plus tard pour des raisons de santé, il devient clandestin et rejoint le réseau de Carlos dont il devient son bras droit. À cette époque, il n'existe aucun dispositif de sécurité contre les attentats. L'entrée des bâtiments institutionnels et publics reste le plus souvent libre d'accès. Il est arrêté le 24 mars 1975 à Francfort après cet attentat, puis libéré pour raisons de santé.

### Attentat contre la Maison de France à Berlin
Au début des années 1980, commence sa collaboration avec les services de la Stasi, c'est elle qui lui fournit la logistique pour l'attentat du 25 août 1983 contre le centre culturel français à Berlin, dont il fut le responsable principal et causa la mort d'une personne — le coureur cycliste professionnel, Michael Haritz — et fit vingt-trois blessés.
Après la chute du Mur de Berlin il trouva refuge au Yémen. L'Allemagne réussit à obtenir son arrestation fin 1994, puis son extradition en juin 1995 alors qu'il a échappé de peu aux services français la même année. Le procès mit en lumière le soutien de la Stasi et des services secrets syriens aux groupes armés d'extrême gauche.
En 2000, Weinrich a été condamné à la réclusion criminelle à perpétuité pour meurtre et tentative de meurtre, sans possibilité de sortie avant quinze ans. Un film, Maison de France fut tourné sur cette affaire.

### Attentats en France
En août 2004, il fut acquitté par la cour d'assises de Berlin dans l'affaire de la série de trois attentats, à Paris (rue Marbeuf), à Marseille (décembre 1983, gare Saint-Charles) et à Tain-l'Hermitage (TGV), qui avaient fait six morts et des dizaines de blessés, en France entre 1982-1983, et de trois autres attentats en Allemagne (21 février 1981 contre la radio américaine Radio Free Europe, 29 mars 1982 contre le Capitole) et en Grèce (13 avril 1983 contre l'ambassadeur d'Arabie saoudite). La Cour a estimé que la procédure judiciaire n'était pas conforme au droit et que les preuves contre l’accusé étaient insuffisantes pour le condamner, des témoins en fuite en Jordanie et à Cuba étaient absents et il fut impossible pour la cour de faire témoigner Carlos en personne — les autorités allemandes avaient refusé de prendre la responsabilité de transférer et de surveiller Carlos à Berlin, alors que Carlos était d'accord sur le principe de sa comparution et que la chancellerie française avait accepté de l'envoyer pour comparaître. De fait, ces attentats auraient été liés aux négociations menées entre les groupes terroristes d'extrême gauche et le gouvernement français de Pierre Mauroy par l'entremise de l'avocat Jacques Vergès pour obtenir la libération de Bruno Bréguet et Magdalena Kopp, deux proches de Carlos arrêtés en février 1982 à Paris. Les documents de la Stasi font référence à une série de rencontres du 20 au 22 décembre 1982 qui ont eu lieu à Berlin-Est et à laquelle auraient participé Weinrich, Aboul Akam et les avocats Vergès et Rambert, au sujet de la libération de Kopp et Bréguet.
L'association SOS attentats avait alors déclaré
« L’absence d’une véritable coopération judiciaire européenne conduit aussi à des dénis de justice. Le récent acquittement de Johannes Weinrich, soupçonné d’avoir commis plusieurs attentats meurtriers en France dans le début des années 80, illustre parfaitement l’échec d’une justice trop lente, les difficultés pour des magistrats allemands d’appréhender un dossier instruit principalement en France et a mis en évidence les défauts de l’entraide judiciaire entre deux pays membres de l’Union européenne. La justice allemande n’a pas été en mesure de réunir les preuves de l’implication personnelle de celui qui était considéré comme le bras droit de Carlos pour des faits commis en France contre des victimes exclusivement françaises. Des milliers de pièces appartenant à la procédure française n’ont pas pu être transmises en Allemagne. Vingt ans après les faits, de nombreux témoignages ont fait défaut. Pour des raisons de sécurité, l’Allemagne n’a pas voulu organiser l’audition de Carlos devant la Cour d’assises de Berlin. Dans la pratique, les victimes n’ont pas eu la possibilité de suivre ce procès. »
Weinrich a été arrêté dans un faubourg d’Aden, le 3 juin 1995, puis extradé en Allemagne. En 2000, il est condamné à perpétuité pour l’attentat contre la Maison de France à Berlin, le 25 août 1983, qui avait fait un mort et vingt-deux blessés. Il purge actuellement sa peine en Allemagne.